# 대마계촌
대마계촌(大魔界村)은 1988년 캡콤에서 발매된 아케이드용 액션 게임이다. 일본 외 지역에선 구울즈 앤 고스츠(Ghouls'n Ghosts)라는 제목으로 발매됐다.

## 개요
1985년발매된 『마계촌』의 속편으로, 전작과 마찬가지로 고난이도이나, 결코 밸런스가 붕괴되었다고 할 수 없고, 패턴만 확실히 익힌다면 충분히 클리어할 수 있는 구성이기 때문에, 일반유저나 매니아층 모두에게 폭넓은 인기를 끌었다.

## 스토리
마왕 아스타로트와의 싸움 이후 3년이 지났다. 어느 보름달밤에 악마는 다시 그 모습을 드러낸다. 대마왕 루시퍼가 이끄는 군단은 지상을 대혼란에 빠트린다. 그리고 공주는 기사 아더의 눈앞에서 영혼을 루시퍼에게 빼았겨 숨이 끊어진다. 공주의 영혼을 되찾고 세계의 평화를 되돌리기 위해 아더는 마계에 발을 디딘다.

## 게임 시스템
4방향레버와 2개의 버튼으로 조작한다. 전작과 같이 사이드뷰 방식의 액션게임이다. 아이템을 얻음에 따라 7개의 무기를 고를 수 있고, 레버와 버튼의 조합으로 4방향으로 공격이 가능하다.

적의 공격을 받으면 갑옷이 벗겨져 알몸이 된다. 알몸상태에서 한번 더 공격당하면 해골이 되어 죽는다. 황금갑옷을 입고 있을 때는 공격버튼을 일정시간 누르고 있다가 떼면 각 무기 고유의 마법을 쓸 수 있다. 황금갑옷을 입고 있어도 적의 공격을 받으면 알몸이 된다.

## 무기
창
초기장비. 랜스를 투척해 공격한다. 특징이 없는 가장 표준적인 무기로 수평으로 날아간다. 동시에 2발을 쏠 수 있다. 단검에 비해 약간 공격판정이 크지만 날아가는 속도는 느리다.
마법은 『번개』. 머리위에 낙뢰가 떨어져 좌우로 방출된다. 발생시간은 짧지만 위력이 강해 발생중에 계속 적에게 데미지를 줄 수 있다.(단 히트경직이 있어서 기본적으론 1~2발이 한계이다.) 맞는 방향에 따라 보스를 한방에 죽일 수도 있다. 주인공의 머리 위로 떨어지는 번개는 보스도 한 방에 죽일 수 있다.
단검
작은 단검을 던진다. 동시에 3발을 쏠 수 있고 비행속도가 빠른 반면 공격판정이 작다. 모든 무기 중 가장 쓰기 쉽다.
마법은 『분신』. 아더의 움직임을 따라하는 분신이 일정시간 나타나 공격력이 2배로 증가한다. 본체와는 약간의 타임갭이 있다.
횃불
푸른 불공을 포물선으로 던진다. 땅에 닿으면 불기둥이 일어나 앞으로 나가며 적을 공격한다. 동시에 2발을 쏠 수 있다. 발생 중엔 공격판정이 계속되지만 판정범위는 크지 않고 히트경직 관계 상, 큰 데미지는 줄 수 없다. 보기와는 다르게 쓰기어려운 무기 중 하나이다.
마법은 『화구』. 두 가지 불덩어리가 큰 회전을 하며 좌우의 위로 비스듬히 날아간다. 공격력은 보통이지만 너무 막 쓰면 좋지 않다.
이카루스의 방패
녹색원반을 프리스비처럼 던진다. 서서 던지면 직선으로 날아가지만 앉아서 쏘면 지면을 따라 날아간다. 동시에 2발 쏠 수 있다. 비행속도는 창보다 빠르고 단검보다 느리다.
마법은 『거울』. 아더의 앞에 거울이 놓이며 적의 총알을 막을 수 있다. 적에게 맞출 수도 있지만 범위가 좁기 때문에 공격에는 좋지 않다. 내구력 있는 적의 경우 접촉하면 거울이 부서진다.
도끼
상방 30도로 날아가며 적을 관통한다. 원칙적으로 동시에 한발 밖에 쏠 수 없다. 파괴력은 있지만 정면에 있는 적에겐 쓰지 어렵기 때문에 잘못 먹으면 상황에 따라 게임오버될 수 도 있다.
마법은 『폭렬』. 아더 주위에 거대한 폭발이 일어나 데미지를 준다. 폭발의 범위는 보기에 비해 좁고 공격력은 높지만 일격필살이라고는 할 수 없기 때문에 용도는 그다지.
장검
손에든 검을 휘두른다. 모든 무기중에서 유일한 근거리 무기이며 창보다 2배의 공격력과 연사가 가능하지만 사거리가 극히 짧다.
마법은 『번개용』. 번개 모양의 용이 화면을 돈 후에 아더에게 돌아온다. 발생 중에 틈이 너무 크기 때문에 사용하기 매우 어렵다.
스테이지4의 보스에선 약점까지 안닿기 때문에 등장하지 않는다.
전의 스테이지에서 획득한 이후 무기가 변경되지 않았을 경우 오직 마법으로만 스테이지4를 클리어해야 한다.
사이코캐논
대천사 미카엘의 축복을 받은 최강의 무기. 2회차에서만 등장. 황금갑옷을 입고 있을 때 보물상자에서 나오며 동시 2발 쏠 수 있다. 사정거리는 약간 짧지만 파괴력이나 공격판정면에서 뛰어나다.
마법은 없지만 황금갑옷을 입은 상태에선 사정거리와 속도가 올라가고 적의 총알을 상쇄시킬 수 있다. 졸개들에 대해선 관통력도 가진다. 이 무기를 착용하지 않으면 최종보스 루시퍼와 싸울 수 없다.
갑옷의 상태에 따라 사정거리가 달라진다. 팬티만 입은 상태에서는 장검과 동일하지만 황금갑옷을 입은 상태일 경우 화면의 절반까지 날아가며 철갑옷의 경우 그 둘의 중간 정도 된다.

## 아이템
보물상자
특정지점에 닿으면 출현한다. 부수면 마법사, 갑옷, 황금갑옷이 나온다.
마법사의 마법에 맞으면 거위(갑옷착용시)나 노인(알몸 상태)이 되어버린다. 거위는 공격하지 못하며 노인은 이동속도, 공격속도가 매우 느려진다.
항아리
적들이 가지고 있으며 적을 죽이면 항아리에서 아이템이 나온다. 인형이나 무기, 가끔 1UP이 나온다.
항아리가 3개 출현할 때마다 무기가 나온다. 또한, 1UP은 지금까지 나온 항아리 수에 관계돼서 출현한다.
무기
해당 무기를 장착한다.
철갑옷
알몸상태에서 출현하며 적의 공격을 1번 막을 수 있다. 철갑옷 상태에서 획득하면 황금갑옷으로 바뀐다.
황금갑옷
철갑옷을 얻은 상태에서 입수하면 황금갑옷으로 바뀌며 적의 공격을 1번 막을 수 있는 데다가 마법을 쓸 수 있다. 팬티만 입은 상태에서 입수하면 철갑옷이 장착된다.
인형
점수 아이템. 200점과 500점 두가지가 있다. 항아리를 가진 적을 죽으면 얻을 수 있다.
1UP 인형
1몫 늘어난다. 거의 나오지 않는다.
열쇠
각 스테이지의 보스를 죽이면 나온다. 알몸상태에서 열쇠를 얻으면 동시에 갑옷이 착용된다.
보스를 죽일 때가 아닌 열쇠를 입수할 때 보너스점수가 가산되며, 열쇠를 얻는 순간 위를 누르고 있으면 "NICE CATCH!!"라고 표시된다.

## 적

### 잡졸
- 사신

전작의 좀비처럼 땅바닥에서 튀어나오는 양산형 적이다.
- 마술사

상자를 열면 일정 확률로 등장한다. 주인공에게 마법을 걸어 오리나 노인으로 만든다.
- 대머리수리

나무 위에 앉아있다가 주인공에게 날아와서 공격한다. 나무 위에서 대기하고 있기 때문에 미리 죽일 수 있다.
- 낫족제비

전작의 플라잉 나이트를 계승한 적으로 빙글빙글 돌면서 날아가는데 회전을 멈출때만 공격할 수 있다.
- 식인꽃

좌우로 움직이다가 해골을 뱉는다.
- 이블 루트

땅 위로 솟아나는 괴이한 풀이다. 오직 마디만 공격 가능하다.
- 오크맨

전작의 거한을 계승한 적. 돼지 머리이며 삼지창을 무기로 한다. 거한처럼 내구력이 매우 좋다.
- 개미지옥

스테이지 2의 풍차 바닥에 있으며 죽일 수 없는 적이다.
- 돌거북

피격 판정이 어리와 팔다리에만 있기 때문에 ㄷ로딱지 상태로 통통 튀어다닐 때는 죽일 수 없다.
- 그린 몬스터

전작과 동일하다.
- 레드 아리마 킹

전작의 레드 아리마를 더 강화시킨 괴물이다.
- 블루 킬러

전작과 동일하지만 레드 아리마 킹의 부하로만 나온다.
- 괴물 잠자리

전작의 웃디빅을 계승한 적으로 그냥 날아다닌다.
- 플라잉 고블린

돌멩이를 들고 날아다니다가 돌멩이를 떨어뜨린다.
- 진흙 기사

랭글 남작의 탑에 붙어 있는 기사. 기어오면서 공격하지만 맷집은 약하다.
- 비홀더

랭글 남작의 탑 곡대기에 그냥 떠 있는 괴물이다.
- 이블 페이스 타워

전작의 타워 몬스터와 동일하다.
- 더스트 몬스터

오무에 기생해서 서는 벌레이다.
- 슬로프 스네이크

스테이지 4 얼음 위를 기어다니는 벌레이다.
- 엘리베이터 플라워

스테이지 4에서 이 식물을 타고 내려간다. 개미지옥처럼 죽일 수 없으며 오무를 향해 뛰어내리지 않으면 주인공을 잡아먹는다.
- 해골용

전작의 청룡과 동일한 괴물.
- 소 거스트

중간보스. 크기만 작아진 거스트이다.
- 소 쉘더

중간보스. 체력만 낮아진 쉘더이다.
- 아스타로트

전작의 최종보스이지만 이번 작에서는 마지막 스테이지에 등장하는 중간보스이다.

### 보스
- 쉘더

스테이지 1 보스. 갑옷을 입은 사이클롭스이며 싸움이 시작되면 자기 머리를 떼어서 손으로 들고 싸운다. 하지만 입에서 발사하는 파이어 볼이 덩치에 맞지 않게 작고 조잡하다.
- 케르배로스

스테이지 2 보스. 온몸이 불타는 개이다.
- 거스트

스테이지 3 보스. 구름괴물이다.
- 오무

스테이지 4 보스. 애벌레이며 여러 벌레 괴물들을 거느리고 있다.
- 벨제뷔트

스테이지 5 보스. 엄청나게 많은 파리들의 군집 생명체이며 합체하면 거대한 파리가 된다. 페이크 최종보스.
- 루시퍼

진 최종보스. 2회차 이후에 사이코 캐논을 갖고 있어야 만날 수 있는 보스이며 레이저 공격과 바닥을 밟아 붕괴시키는 공격을 한다.

## 스테이지
1
전반은 사형장으로 사신이나 큰단두대와 작은 단두대, 대머리독수리가 등장. 2회차에서는 싸이코캐논이 등장한다.
후반은 태풍이 부는 숲으로, 낫족제비가 날아온다. 숲은 산처럼 돼 있어서 오크나 괴상한 뿌리, 식인꽃이 덤벼온다.
보스는 쉘더. 자기 머리를 들고 있는 사신의 모습. 녹색피부에 갑옷을 입고 있다. 가까이 가면 표면이 벗겨지면서 불을 쏘며 덤벼온다. 상당히 우스운 점은 그 큰 덩지에 불은 콩알만하고 그나마도 연사를 못해 한발씩만 쏜다는 점이다.
등장하는 괴물은 사신, 독수리, 낫족제비, 오크, 나무덩굴, 해골꽃이다.
2
전반은 폐허. 예전엔 풍차의 마을이었던 곳에 마물들이 습격한 결과, 무참한 배경이 되었다. 튀어오는 돌거북이나 괴물잠자리, 중간에 풍차 안으로 들어가며 그곳에서 개미지옥의 위에 있는 다리를 건너간다. 끊어진 부분을 밟으면 모래늪에 빠져 죽는다. 마지막엔 레드아리마킹이 기다리고 있다.
후반은 불타는 마을. 지진에 의해 지면이 함몰·융기하고 더욱이나 불기둥에서 파이어뱃이 덤벼든다.
보스는 케르베로스. 붉게 불타는 거대한 개. 케르베로스의 이름을 따왔지만 머리는 하나이다. 아더의 머리위에서 불비를 뿌린다.
등장하는 괴물은 바위거북, 개미지옥(죽일 수 없음), 괴물잠자리, 레드아리마킹, 불박쥐, 그린 몬스터이다.
3
전반은 랭클남작의 탑. 엘리베이터위에서의 싸움으로 강제적으로 윗방향스크롤이다. 플라잉고블린이나 갑옷을 입은 사나이가 등장. 길을 잘 알아야 후반부로 갈 수 있다.
후반은 식인언덕. 악마의 모습을 한 석상의 혓바닥을 타고 간다. 적과 싸우기보다는 트릭이나 지형을 잘 넘어가는 게 중요. 조금이라도 방심하면 악마석상에게 잡아 먹힌다.
보스는 거스트. 산에 걸쳐있는 구름이 모여서 등장한다. 구름 속에 있는 눈이 약점. 아더에게 몸으로 부딪힌다. 번개를 방출하고 있을 때는 무적.
등장하는 괴물은 진흙기사, 비행고블린, 비홀더, 괴물잠자리이다.
4
전반은 에메랄드의 숲. 거대한 뼈다귀나 에메랄드가 배경으로 보인다. 이 에메랄드는 길에도 있지만 날카롭고 예리한데다가 독까지 있어서 닿을 경우 데미지를 입는다. 졸개로 타워몬스터나 사신이 등장.
후반은 썩은 계곡물로 지하로 내려간다. 미끄러운 지면이 비스듬히 돼 있어,(이전에 에메랄드에 의한 함정도) 마지막은 거대한 식물의 위를 건너서 이동한다.
보스는 오무. 거대한 벌레「악령충」. 5개의 심장이 약점. 위에 올라탄채로 싸우며 오무 자신은 공격하지 않지만 아무리 맞아도 죽지 않는 회충이나 기생하고 있는 애벌레들이 덤벼오기 때문에 꽤나 어렵다.
등장하는 괴물은 사신, 애벌레, 타워몬스터, 괴물손이다.
5
루시퍼의 성. 전반은 레드아리마킹 4마리와의 싸움이 메인.
후반은 『마계촌』의 최종보스였던 아스타로트를 시작, 쉘더, 거스트 등 지금까지의 보스가 대거로 등장한다.
보스는 베엘제붑. 그 이름대로 거대한 파리의 모습을 하고 있다. 무적의 파리 무리로 날아다니며 다시 거대한 한마리의 파리가 되어 공격한다.
또한 사이코캐논을 가지고 있지 않으면 베엘제붑을 클리어 후 첫 번째 스테이지로 되돌아간다.
등장하는 괴물은 해골룡, 레드아리마킹, 오크, 비행 고블린, 작은 쉘더, 작은 거스트, 곤디아스(전작의 최종 보스)이다.
E
왕좌에서 대마왕과 최종결전.
앞서 말한바와 같이 사이코캐논이 없으면 들어올 수 없다.
최종보스 루시퍼는 화면에 다 찰 정도로 거대한 모습이고, 왕좌에 앉은 채 바닥을 부수는 광선이나 즉사시킬 수 있는 밟기로 공격한다.
다른 괴물은 등장하지 않고 루시퍼와 1:1로 대결한다.

## 이식
- 메가드라이브판 (1989년 8월3일 세가)
- PC엔진슈퍼그래픽스판 (1990년 7월27일 NEC어비뉴)
- X68000판 (1994년 4월)
- 세가 새턴·플레이스테이션판 (1998년 캡콤)

『캡콤제너레이션 제2집 ~마계와 기사~』에 수록
- 플레이스테이션2판(2006년 3월2일 캡콤)

『캡콤 클래식 컬렉션』에 수록
- PSP판(2006년 9월7일 캡콤)
- Wii버추얼콘솔(2007년 7월31일)

600포인트 필요

## 시리즈
- 마계촌
- 본 작품
- 초마계촌
- 초마계촌R
- 극마계촌
- 극마계촌 改

## 여담
자사의 격투 게임 포켓 파이터 (북미명: 슈퍼 젬 파이터)에서 캐릭터가 사망할 때 아더가 해골로 사망한 것과 비슷하게 만들었다고 한다.

## 평가
| 통합 점수         | 통합 점수 |
| 통합사            | 점수      |
| ----------------- | --------- |
| 게임랭킹스        | SMD: 80%  |
| 평론 점수         |           |
| 평론사            | 점수      |
| 크래시            | 92%       |
| CVG               | 88%       |
| 싱클레어 유저     | 82%       |
| 유어 싱클레어     | 91%       |
| Zzap!64           | 96%       |
| The Games Machine | 90%       |
| ACE               | 905       |
| MegaTech          | 93%       |
| Mean Machines     | 92%       |

| 수상     | 수상                       |
| 평론사   | 수상                       |
| -------- | -------------------------- |
| Zzap!64  | Gold Medal                 |
| Crash    | Crash Smash                |
| C+VG     | C+VG Hit                   |
| MegaTech | Hyper Game                 |
| Mega     | 23rd best game of all time |